# Geranomyia mashonica brunneicincta
Geranomyia mashonica brunneicincta is een ondersoort van de tweevleugelige Geranomyia mashonica uit de familie steltmuggen (Limoniidae). De soort komt voor in het Afrotropisch gebied.